# Sondre Lerche
Sondre Lerche (nacido el 5 de septiembre de 1982 en Bergen, Noruega) es un cantante, compositor y guitarrista noruego.

## Biografía
Sondre Lerche Valuar es el menor de cuatro hermanos, quienes, desde pequeño, lo introdujeron en la ámbito de la música pop ochentera. Comenzó a recibir clases de guitarra con ocho años y empezó a tomar influencias de otros grupos como a-ha o Beach Boys en su juventud, mostrando un mayor interés por la música. Sin embargo, Sondre no se sentía satisfecho con las lecciones de guitarra que recibía en la escuela, lo que lo llevó a experimentar tocando melodías creadas por el mismo, de donde surgió su primera canción: 'Locust Girl', a la edad de catorce años.
Tras realizar actuaciones en pequeños locales de forma cuando aún era menor de edad, fue descubierto por el productor musical H.P. Gundersen. En el año 2000 firmaría su primer contrato discográfico con el sello Virgin, con el que grabaría su álbum de debut Faces Down.
El disco fue un éxito de ventas en Noruega y recibió buenas críticas por parte de la prensa especializada, por lo que pudo realizar una gira profesional en su país. Lerche consiguió un Spellemannnprisen (premios musicales de Noruega) en 2001 como "mejor artista revelación", en septiembre de 2001 publicó el álbum para toda Europa y en 2002 sería publicado en Estados Unidos. Durante este periodo, Sondre Lerche pudo cumplir uno de sus sueños: compartir escenario con a-ha en Oslo.
Lerche publicó su segundo álbum, Two way monologue, en 2004. El disco también estaría producido por Gundersen y en él el artista experimentó nuevos estilos musicales apartados del pop que predominaba en su anterior álbum. Dentro de esa experimentación en los sonidos Lerche colaboró con su banda Faces Down y el pianista Erik Halvorsen para lanzar en 2006 Duper Sessions, un disco de jazz.
En 2005 se casó con la modelo noruega Mona Fastvold y se separó en 2013.
En 2007 se publica su tercer álbum Phantom Punch en el que realiza una serie de cambios pasando a un estilo más roquero, con una producción de Tony Hoffer y grabado junto a su banda. 
También compuso la banda sonora y música de la película norteamericana Dan in Real Life, protagonizada por Steve Carrell y Juliette Binoche.

## Discografía
- Faces Down (2001)
- Two Way Monologue (2004)
- Duper Sessions (2006)
- Phantom Punch (2007)
- Dan in Real Life (2007, Banda sonora original)
- Heartbeat Radio (2009)
- Sondre Lerche (2011)
- Please (2014)
- Pleasure (2017)
- Patience (2020)
- Avatars of Love (2022)

### Remezclas
- "Bluish", de Animal Collective.[1]

### Vídeos musicales
- 2011: «Private Caller», del álbum Sondre Lerche, dirigido por Kate Barker-Frøyland.[2]